# Villa Capriglio
Villa Capriglio, originariamente nota come Vigna Marchisio e poi anche come Villa Melina, è un edificio storico di Torino situato presso la prestigiosa zona della collina e fa parte dell'Ecomuseo Urbano della Circoscrizione VII.
Nonostante lo stato di abbandono in cui attualmente versa e gli atti di vandalismo che ha subìto nel corso dei decenni, dal 2016 la villa è stata messa in vendita dal Comune di Torino, tuttavia per il momento resta in balìa dell’incuria e del trascorrere del tempo.

## Storia
L’urbanizzazione della collina torinese risale tra la metà del Settecento e i primi anni del Novecento, quando sorsero numerose ville nobiliari e alto borghesi denominate tipicamente vigne. 
Tuttavia la costruzione della villa iniziò nei primi anni del XVIII secolo su volere della famiglia Marchisio, prendendo il nome di Vigna Marchisio. Completata nel 1706, essa divenne quindi una delle prime e più tipiche abitazioni di villeggiatura appartenenti a famiglie nobili inserite nel paesaggio collinare torinese. 
Nel 1736 Maria Maddalena Genevosio, vedova del proprietario, la lasciò in eredità ai propri nipoti Modesto e Giovanni Aurelio. Nel 1746 l’abitazione venne venduta dai fratelli Genevosio che la ereditarono a Giovanni Paolo Melina di Capriglio (o forse Majno di Capriglio), un rampante gentiluomo e mercante di spezie di incerte origini nobili che diede alla villa il nome con cui è nota ancora oggi. Da allora la fama di Villa Capriglio si fece ancora più insistente per la personalità del conte Giovanni Paolo. Costui pare dovesse il suo titolo nobiliare e le sue ricchezze non tanto a una effettiva discendenza nobile, bensì alla sua scaltrezza in affari, nonché alla sua spiccata attitudine alla scalata sociale. Da uomo ambizioso qual era, egli seppe tessere rapporti assai proficui e utili alla sua ascesa, entrando così nelle grazie dei Savoia fino a diventare consigliere delle Finanze di Vittorio Amedeo II.

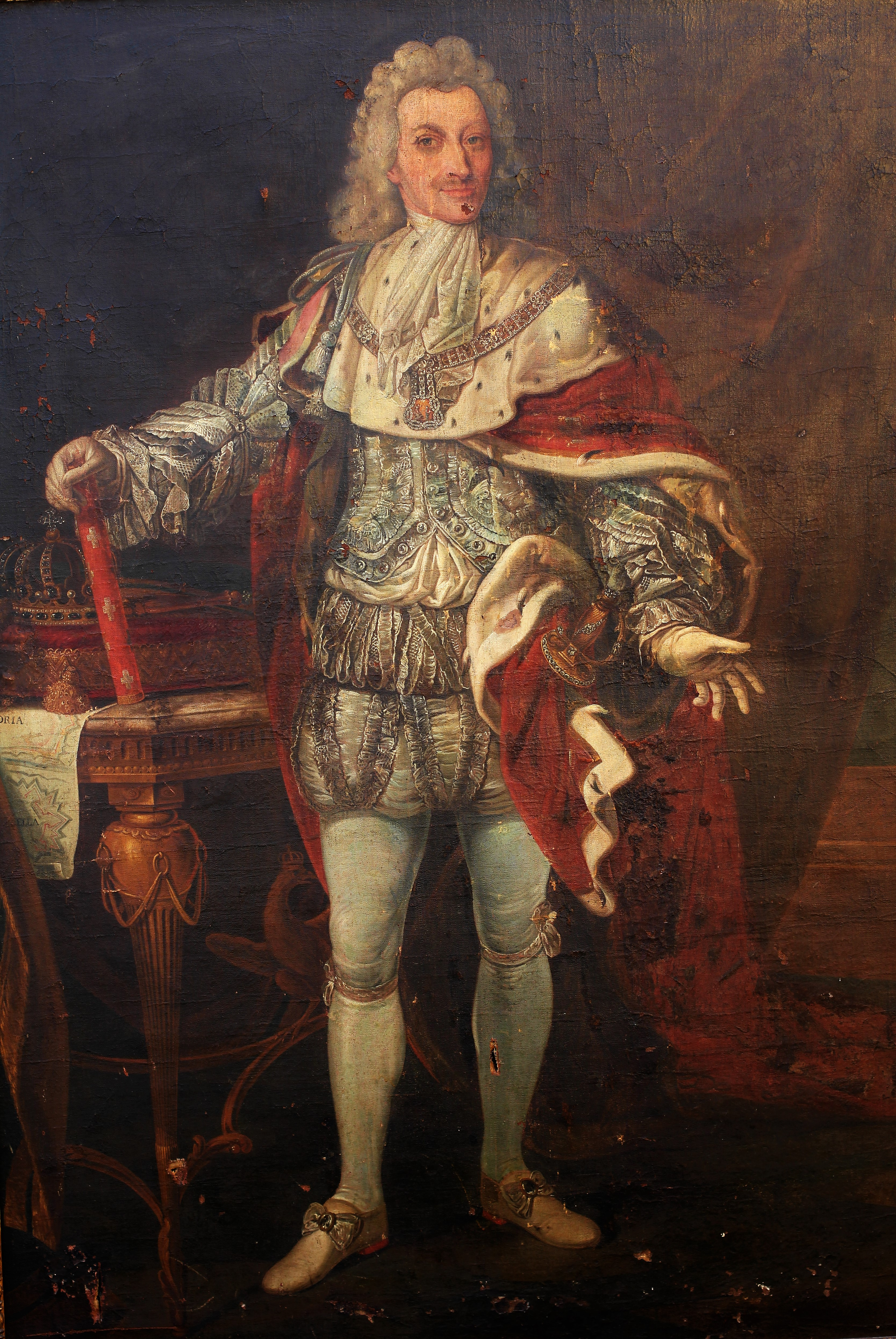
Un ritratto di Vittorio Amedeo II di Savoia

Fin dagli albori, Villa Capriglio, talvolta chiamata anche Villa Melina, divenne presto oggetto di chiacchiere e di leggende sul proprio conto. Una delle principali riguarda l’ipotesi che la villa sia stata a lungo luogo di incontro segreto tra Vittorio Amedeo II di Savoia e le sue molteplici amanti. Si arrivò addirittura a ipotizzare che l’edificio fosse realmente di proprietà del sovrano stesso e che i conti Melina di Capriglio l’avessero in custodia. Le testimonianze di questa presunta appartenenza della villa ai Savoia nel corso del Settecento sarebbero le iniziali "V.A. II" incise su una piastra in ghisa di un camino e una statua di Ercole proveniente dalla fontana della Reggia di Venaria, che così descrive il Grossi: «[...] una colossale statua rappresentante Ercole con la clava in mano in atto di scagliar il colpo, tanto al naturale, che sorprende a rimirarla; di fatti non evvi una statua simile in tutta la montagna di Torino, ed è un avanzo della famosa fontana, che eravi nel real giardino della Venerìa». Questa statua giacque a lungo spezzata al suolo nel vasto parco della villa, per poi essere trasportata nei magazzini di Palazzo Madama e ritornare restaurata nei giardini della Reggia di Venaria nel 2015.
Alla fine del 1788 Villa Capriglio beneficiò di importanti lavori di restauro e ammodernamento voluti dal figlio Giampaolo Michelangelo Alessio Capriglio conte di Melina, come testimonia una lapide affissa al suo interno.
Egli, insieme alla villa, ereditò altresì le cariche paterne presso la corte sabauda e divenne in seguito Presidente dei Regi Archivi. La villa a quel tempo doveva apparire al massimo del proprio splendore, sia le sale che la cappella privata furono rimaneggiate, nonché riccamente abbellite da stucchi, affreschi e gli esterni decorati con numerose statue, tra le quali la scultura dell'Ercole proveniente da Venaria e filari di alberi che affiancavano i vialetti che percorrevano il vasto parco.
Nel 1793, con la morte degli ultimi eredi della famiglia Melina di Capriglio, l’edificio fu acquisito dal Regio Demanio ma negli anni successivi subì ulteriori passaggi di proprietà. 
Tra i proprietari più illustri vi fu il cavalier Antonio Callamaro, preside della Facoltà di Legge della Regia Università di Torino, che acquistò la villa nel 1838 ma quarant’anni dopo la lasciò in eredità alla figlia, sposata con un avvocato, membro della famiglia Cattaneo, ovvero gli ultimi proprietari dell’edificio.
Estintisi anche gli eredi degli ultimi proprietari alla fine degli anni Quaranta, la villa divenne un bene incamerato dal Comune di Torino e, con l’apertura della nuova strada del Traforo del Pino nel 1951, l’ampio parco antistante con alcuni alberi centenari che il conte Alessio Melina di Capriglio aveva voluto allineati lungo i vialetti, venne in parte espropriato e drasticamente ridotto perdendo gran parte del terreno.
Un’altra leggenda sul conto di Villa Capriglio emerse nel 1971, in seguito a un primo tentativo di recupero dell’edificio che però non andò a buon fine. Pare che in seguito ad alcuni rilevamenti vennero alla luce alcuni cunicoli ipogei bui e claustrofobici, che a loro volta conducevano a una misteriosa stanza ottagonale. La forma di questa sala suggerì da subito la pista esoterica, in quanto l’ottagono è esso stesso una figura geometrica ricca di interpretazioni. 
Stando a quanto riportato da quei sopralluoghi, quella stanza sotterranea con i suoi relativi cunicoli e le segrete, risalirebbero all’Ottocento e ciò alimentò le dicerie che elessero la villa a luogo sinistro. Sembra infatti che in quegli ambienti siano emerse tracce che testimonino l’aver ospitato più o meno goliardicamente lo svolgimento di riti satanici, conferendo all’intero edificio un’aura di mistero, nonché il soprannome di Casa del Diavolo. 
Tali voci resistono ancora oggigiorno, tanto che da alcuni decenni è considerata un luogo funesto e anche infestato da presenze soprannaturali.
Dopo oltre trent’anni di abbandono, fra il 1999 e il 2009, il Comune di Torino diede l’edificio in comodato d’uso all’associazione culturale I Leonardi, che ne fece una sede espositiva per le opere di giovani artisti per alcuni anni, tentando anche di realizzare un parziale recupero della villa sia all’interno che all’esterno.
Nuovamente chiusa dal 2010, Villa Capriglio è tornata a uno stato d’abbandono e, nonostante gli atti di vandalismo sopraggiunti in seguito, dal 2016 è stata messa in vendita dal Comune di Torino, ma per il momento resta in balia dell’incuria e del trascorrere del tempo.

## Descrizione

### Esterno
Compreso in un'area collinare caratterizzata da una fitta vegetazione e a circa una decina di chilometri dal centro della città, l'edificio rappresenta la tipica vigna nobiliare settecentesca di stile neoclassico ed è inserita al centro di una porzione di terreno di pertinenza meno vasta di quella originaria ma ancora godibile e con una fitta vegetazione a causa del suo stato di abbandono. 
La villa è a pianta rettangolare, con due piani fuori terra, i prospetti sono sobri, con una facciata principale scandita da otto paraste intersecate da cornici marcapiano e caratterizzata da un timpano centrale che sovrasta l'ingresso padronale, che in origine era provvisto di una scalinata antistante. 
Il portale, così come le finestre principali, è provvisto di timpano ed è sormontato da una nicchia centrale che in origine ospitava una scultura decorativa andata perduta. 
I sei abbaini in muratura, di cui quattro del prospetto frontale, che spiccano dalle falde di copertura suggeriscono un utilizzo abitativo del sottotetto a uso della servitù, mentre un campanile a vela posto sulla sommità del prospetto laterale sinistro indica l'originaria presenza di una cappella privata all'interno della dimora.

### Interno
La superficie complessiva dell'immobile è di circa 2.500 metri quadrati e si compone di un atrio provvisto di uno scalone in muratura che conduce ai piani superiori, nonché di un vasto salone provvisto di camino al piano terreno che reca decorazioni residue e un apparato decorativo piuttosto consistente costituito da stucchi e affreschi che impreziosiscono le volte a vela della struttura. 
Ulteriori stanze e locali di servizio si affiancano al salone principale e sul lato sinistro vi è l'accesso all'originaria cappella privata riccamente decorata a uso dei proprietari. 
Al piano superiore si susseguono vari ambienti e stanze distribuite lungo un corridoio rettilineo, mentre al piano interrato sussistono ambienti con volte a mattoni, stanze adibite a magazzino ma anche un vano ottagonale di cui se ne ignora la funzione.